# Doryctobracon toxotrypanae
Doryctobracon toxotrypanae är en stekelart som först beskrevs av Muesebeck 1958.  Doryctobracon toxotrypanae ingår i släktet Doryctobracon och familjen bracksteklar. Inga underarter finns listade i Catalogue of Life.